# NGC 7198
إن جي سي 7198 التي يرمز لها بالرمز NGC 7198، هي مجرة، في كوكبة الدلو.

## الاكتشاف
اكتشفت في 31 يوليو 1864، بواسطة ألبرت مارث.